# Drosophila beppui
Drosophila beppui är en tvåvingeart som beskrevs av Masanori Joseph Toda och Peng 1989. Drosophila beppui ingår i släktet Drosophila och familjen daggflugor.
Artens utbredningsområde är provinsen Guangdong i Kina.